# Heroine (canción)
«Heroine» (en hangul, 주인공; romanización revisada, Ju-ingong), es un sencillo grabado por la cantante surcoreana Sunmi. Fue lanzado el 18 de enero de 2018 por MakeUs Entertainment y The Black Label y distribuido por LOEN Entertainment. Un videoclip de la canción también fue lanzado el mismo día.

## Composición
La canción fue escrita por Sunmi y Teddy, y producida por Teddy junto a 24.

## Antecedentes y lanzamiento
El 18 de diciembre de 2017, se reveló que la cantante se estaba preparando para su regreso con el objetivo de lanzar una nueva canción en enero de 2018 sin más detalles. El 2 de enero, se lanzó una imagen teaser con el nombre de la canción y el nombre del productor, The Black Label, marcando su segunda colaboración con la discográfica propiedad de YG después de «Gashina». La fecha de lanzamiento se estableció para el 18 de enero a las 6p.m. (KST). Un día después, se lanzó un teaser titulado como «precuela» del vídeo musical. El 3 de enero, se publicó un cronograma completo, donde revelaba las fechas de las imágenes y vídeos, a partir del 4 de enero. La canción fue lanzada el 18 de enero de 2018 a través de varios portales de música, incluyendo MelOn en Corea del Sur.

## Vídeo musical
El primer teaser del videoclip se lanzó el 15 de enero y muestra a la cantante bajando de un automóvil para luego mostrar un primer plano de su cara. Un segundo teaser titulado «Scene #2» fue lanzado al día siguiente, y muestra a la cantante corriendo y bailando en el mismo lugar del anterior teaser. El vídeo musical oficial fue lanzado el 18 de enero.